# ベビーサイン
ベビーサイン（英語: baby signs）とは、まだ言葉を話せない乳幼児との、手話や身振り・手振りのジェスチャーを使ってコミュニケーションを行う手法、または、そこで用いられるさまざまなジェスチャーを指す。

## 概要
児童心理学者のリンダ・アクレドロとスーザン・グッドウィンが、アメリカの国立児童保健・発達研究所の助成を受け、1989年より乳幼児の自己表現行動を研究し、ベビーサインを提唱した。犬、魚、カンガルーなど動物の姿や物の形を模倣して表現する他に、怖い、眠いなどのように動作・運動を示すジェスチャーがある。それらを組み合わせて、文脈のあるメッセージも伝達することが出来る。現在、「ベビーサイン」及び「baby signs」はアメリカの「Baby Signs Inc.」及び 「日本ベビーサイン協会」の登録商標である。
効果としては、まだ話せない幼児の欲求を知ることができることによる育児ストレスの低下、乳幼児の健康と安全に効果的（｢痛い｣｢熱い｣などのサイン）、親子の絆が深まる、コミュニケーション能力の向上、話し言葉の習得に好影響、などの点が考えられている。
日本ではアクレドロ、グッドウィン両博士の認可の下、一般社団法人日本ベビーサイン協会が設立され、日本国内におけるベビーサインの普及活動および講師の育成活動をおこなっている。理事長は吉中みちる。

## 批判
ジェスチャーで簡単に気持ちが伝達できるようになると、肝心な言葉を「覚え」「話す」という発達が遅れるのではないかと指摘されている。